# 第二房地產
第二房地產有限公司，簡稱第二房地產（英語：Second Chance Properties Limited，SGX：528），在1975年由莫哈末·沙里·马里肯先生創立。前身為「第二企業有限公司」。
現時主要在新加坡、馬來西亞經營产业投资、时尚回教服饰零售及黄金首饰零售。而主要品牌為「First Lady」和「Golden Chance Goldsmith」。總部位於845, Geylang Road #04-22, Tanjong Katong Complex Singapore 400845。而股份在1997年1月24日於新加坡交易所創業板上市，之後在2004年3月2日轉在主板上市。

## 連結
- SecondChance.com.sg